# Soamachaerota appendiculata
Soamachaerota appendiculata is een halfvleugelig insect uit de familie Machaerotidae. De wetenschappelijke naam van deze soort is voor het eerst geldig gepubliceerd in 1926 door Hacker.